# Milovan Šaranović
Milovan Šaranović, črnogorski častnik, * 20. november 1913, Potkraj, † 30. julij 1943, Sela pri Šumberku.

## Življenjepis
Šaranović, častnik VKJ, je leta 1941 vstopil v NOVJ in naslednje leto v KPJ. Med vojno je bil poveljnik več partizanskih enot v Črni gori, dokler ni bil leta 1942 premeščen v Slovenijo, kjer je postal poveljnik Dolenjske operativne cone, junija 1943 pa načelnik Glavnega štaba NOV Slovenije. Padel je v boju z Italijani.
25. oktobra 1943 je bil razglašen za narodnega heroja.